# Trim (skib)
 For alternative betydninger, se Trim (flertydig). (Se også artikler, som begynder med Trim)
Trim eller dynamisk trim, kan have flere betydninger i søfartsmæssig sammenhæng, men almindeligvis henviser udtrykket til et søgående fartøjs placering i vandet. 

## Motorskibe
Ved sejlads er det væsentligt for motordrevne skibe, at de har den optimale placering i vandet for sikre minimum vandmodstand, for at give fartøjet højest mulig hastighed pr. anvendt brændstofenhed.
Det rette trim for fartøjet opnås ved at flytte vægt, oftest søvand mellem skibets ballasttanke eller olie mellem forbrugs- og lagertanke.

## Sejlskibe
For sejlbåde og –skibe bruges udtrykket at trimme sejlene for optimal sejlføring. 

## Fodnoter
1. ↑  Lærebog i teoretisk Skibsbygning, 1. del (1960), side 39, ved teknisk lektor, civilingeniør C.R.Iversen
2. ↑  Bådmagasinet.dk - Trim din båd